# Viderico
Viderico fue un rey greutungos del siglo IV.

## Vida
Sucedió a su padre Vitimiro, de acuerdo a Amiano Marcelino, sin elección y los duces Alateo y Sáfrax asumieron el mando en su nombre, llevando al pueblo greutungo —antecesor de los ostrogodos— y a su rey a la orilla izquierda del Danubio.
Durante su reinado se constituyó una confederación de greutungos, alanos y hunos que escaparon a la expansión de los hunos cruzando el Danubio en 376 y ayudaron a los tervingios en la victoria de la batalla de Adrianópolis en 378. El relato de Amiano se interrumpe en esta época, pero por otras fuentes se conoce la historia de los greutungos en el Imperio romano. En 380 el emperador Graciano ubicó a los greutungos de Alateo y Sáfrax en las provincias de Valeria y Pannonia Secunda, de donde no serían expulsados hasta el año 427. Mientras está documentada la existencia de los duces, en ningún momento se menciona a Viderico y es probable que ni hubiera entrado en el Imperio romano.